# 埃斯佩兰斯圣母堂

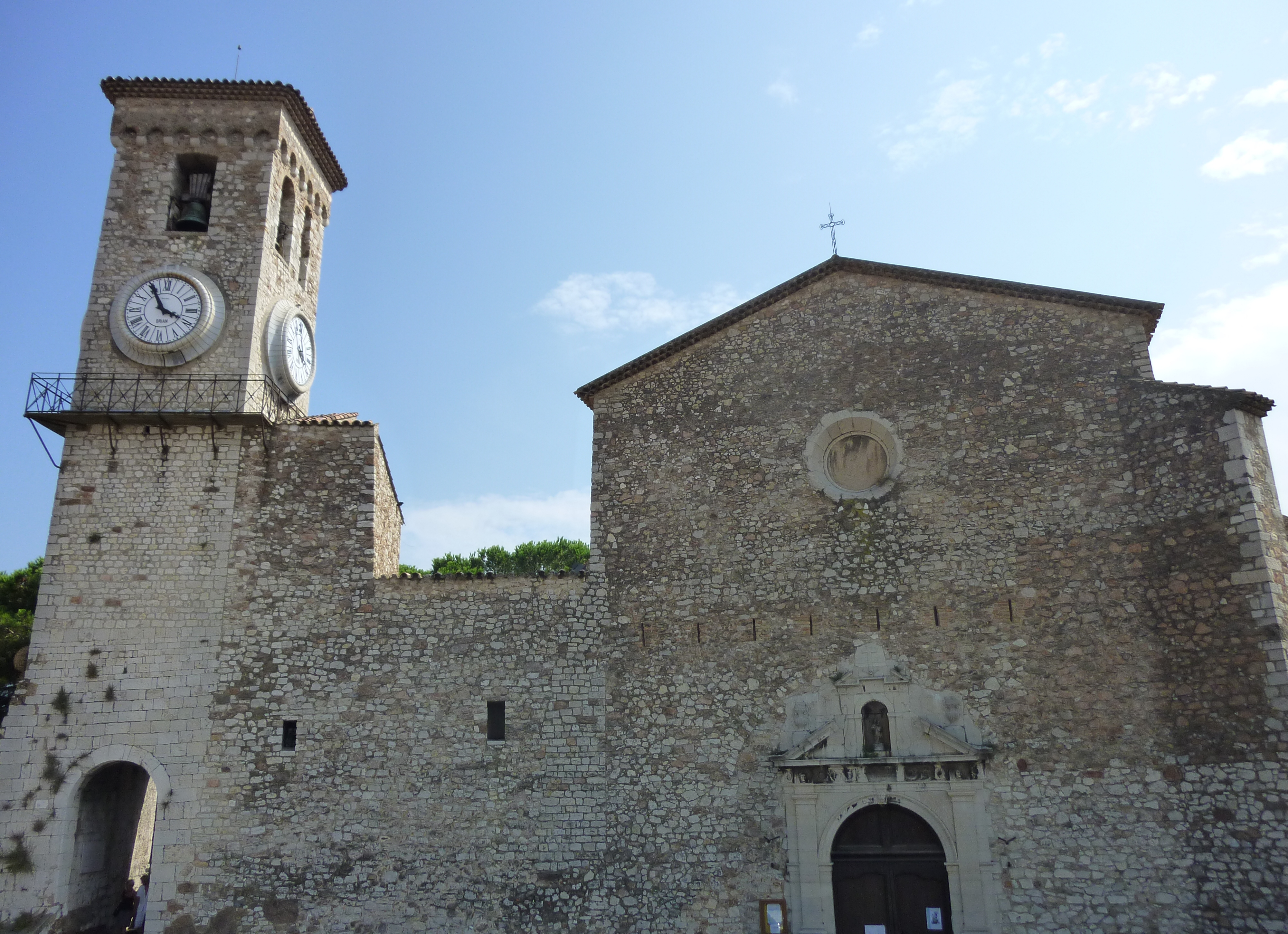

埃斯佩兰斯圣母堂（Église Notre-Dame-d'Espérance）是法国阿尔卑斯滨海省戛纳的一座天主教教堂，供奉圣母玛利亚，位于苏凯区（Suquet）的城堡广场（place de la Castre）。
该堂建于1521年-1627年，罗马式建筑风格。

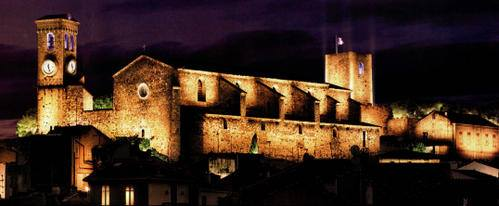
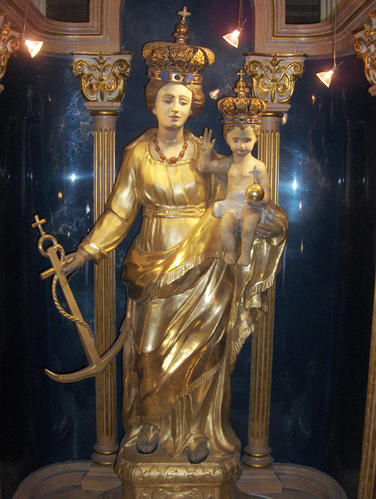
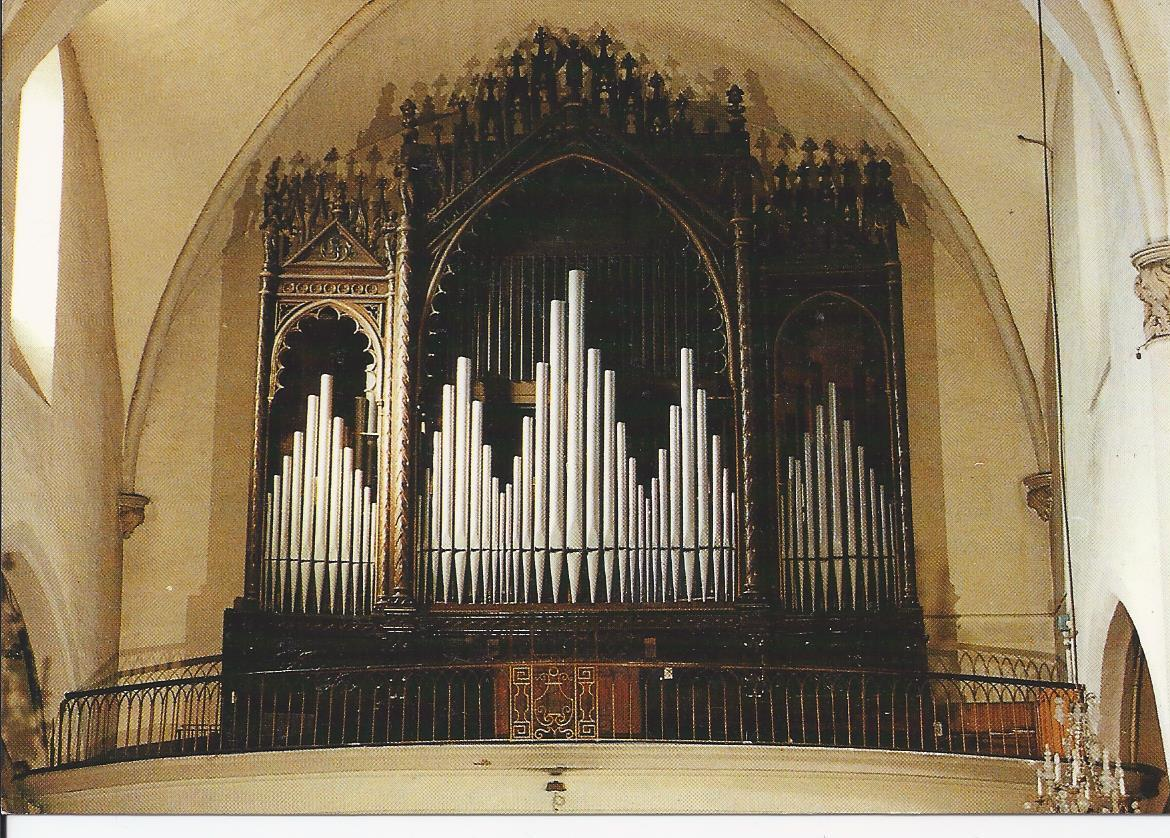
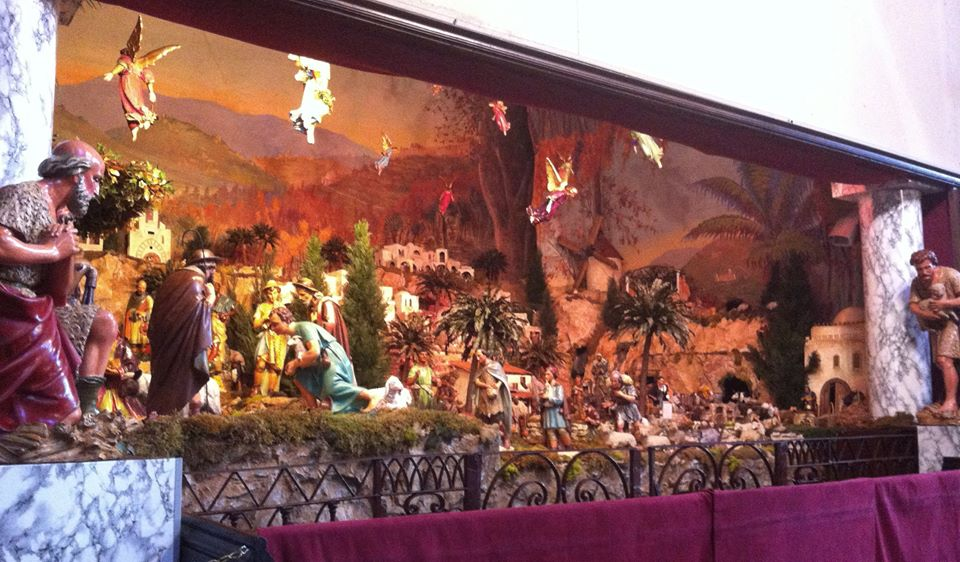
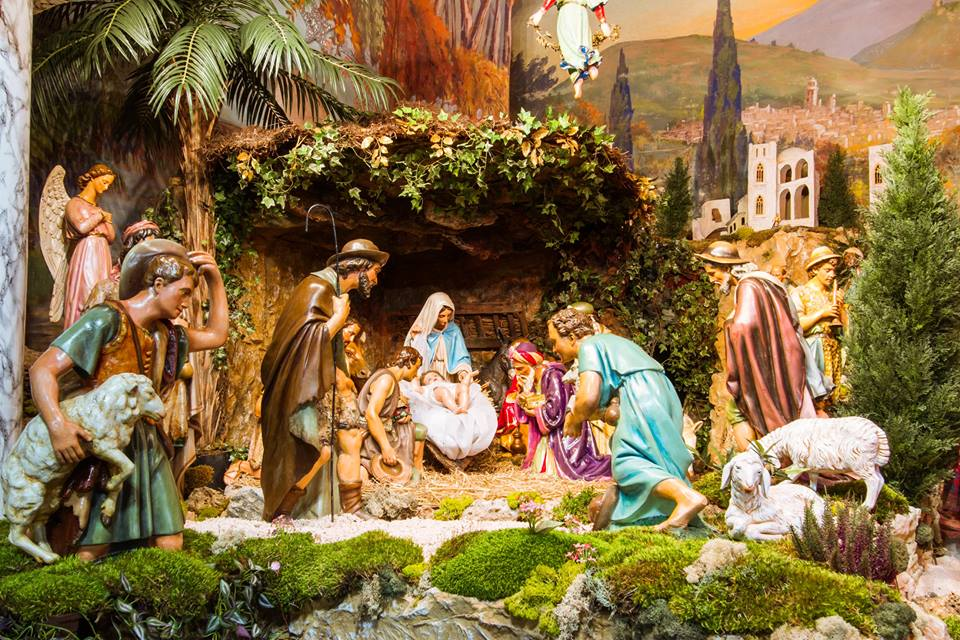
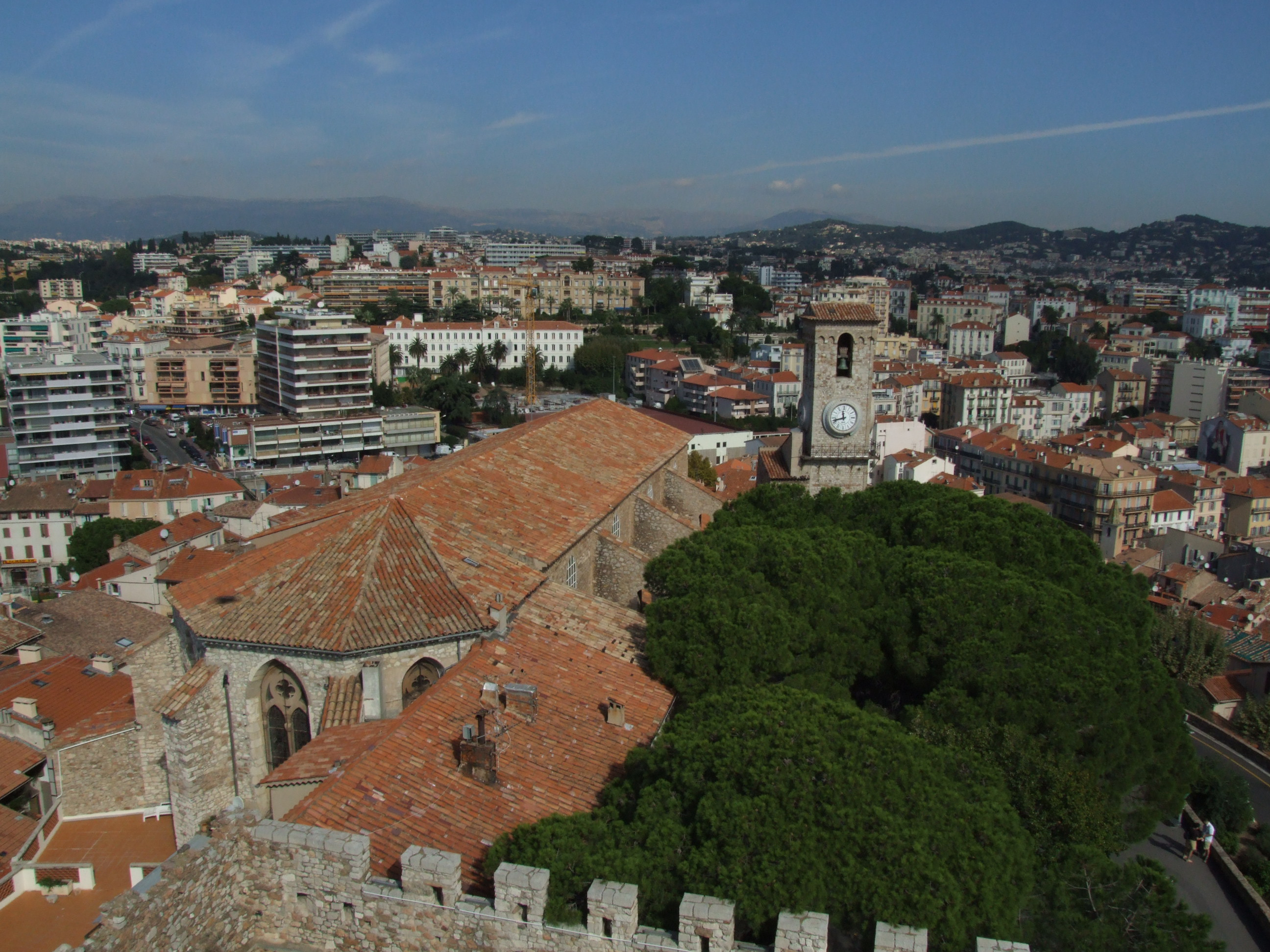
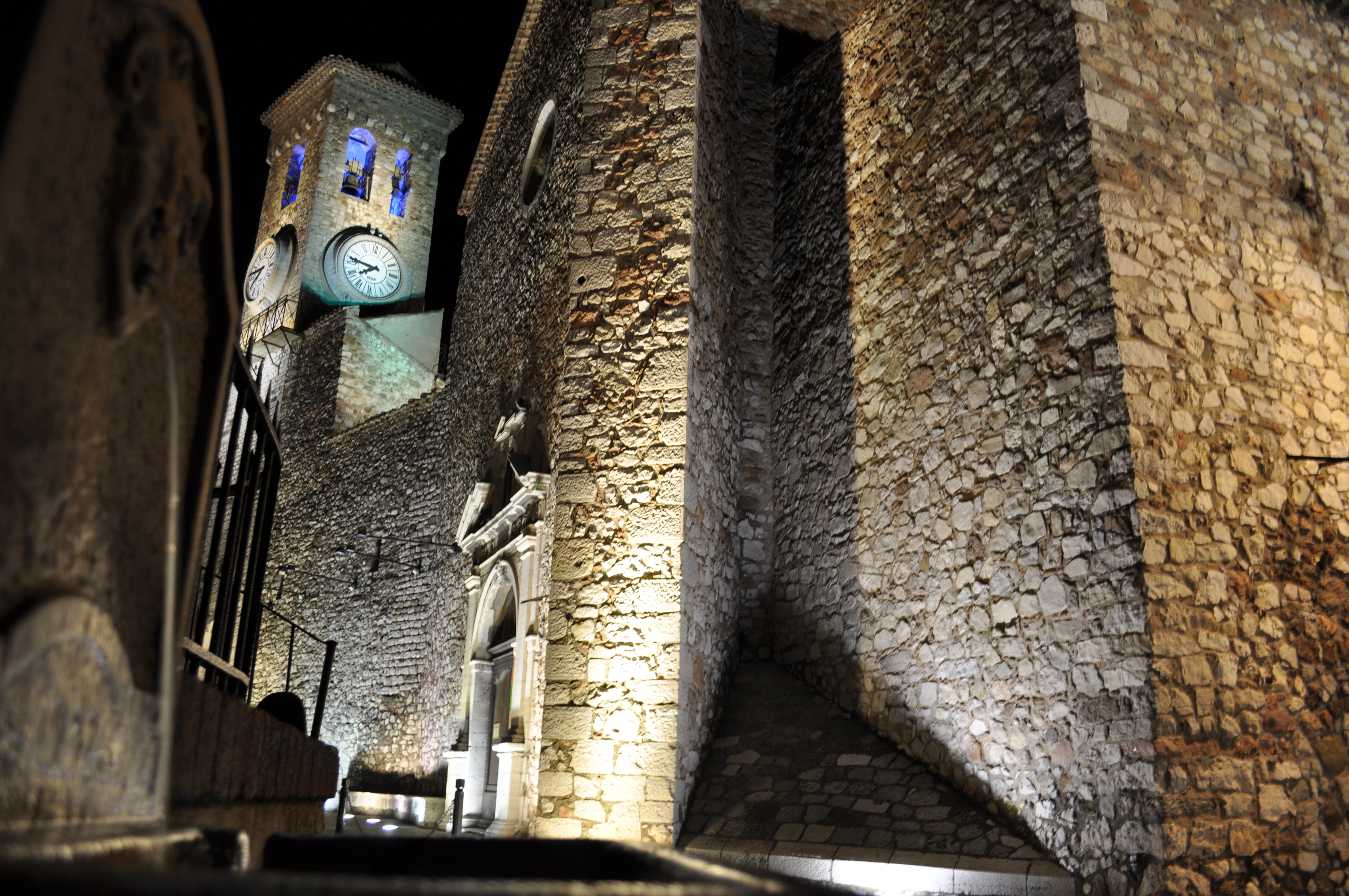
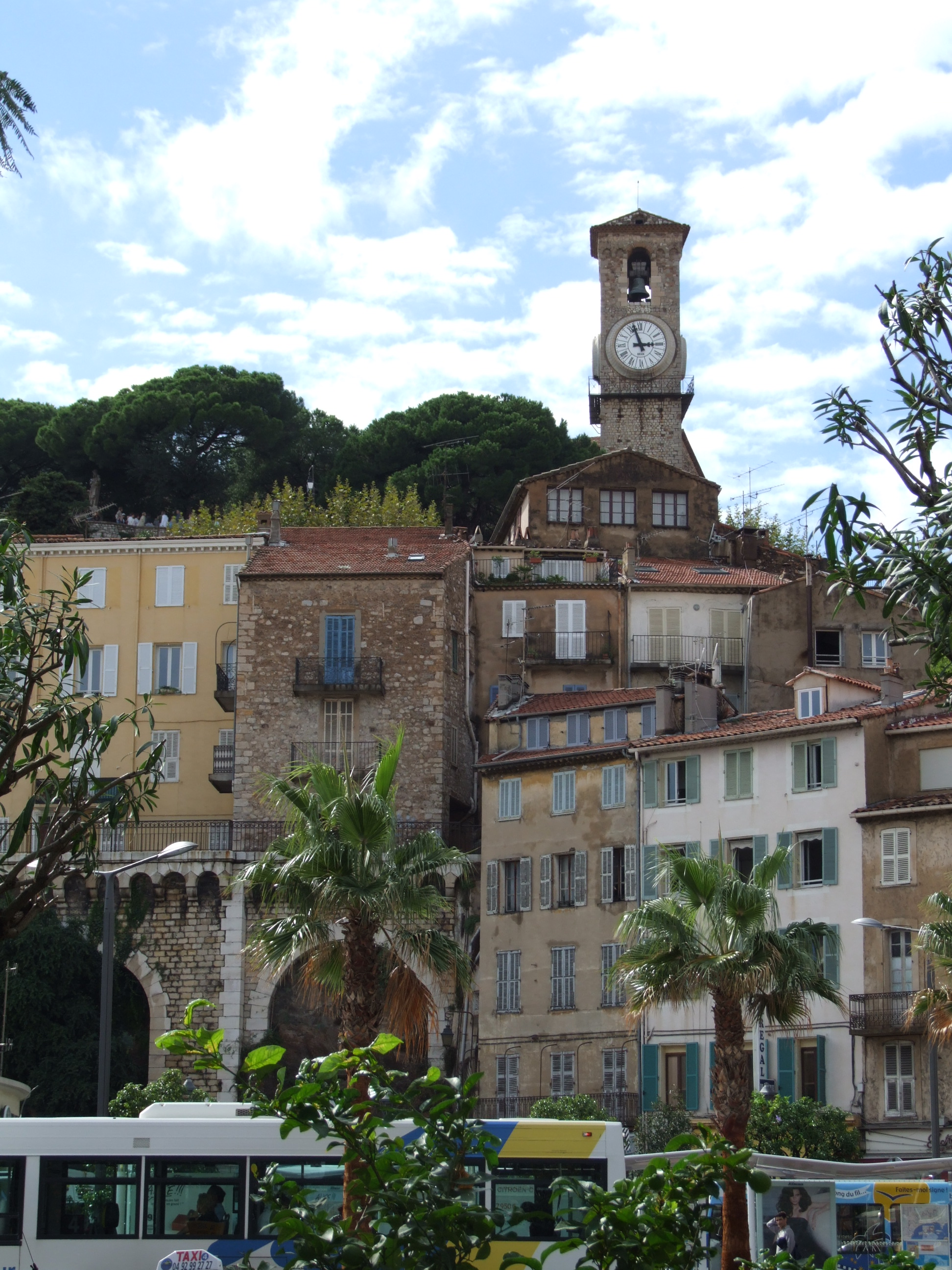
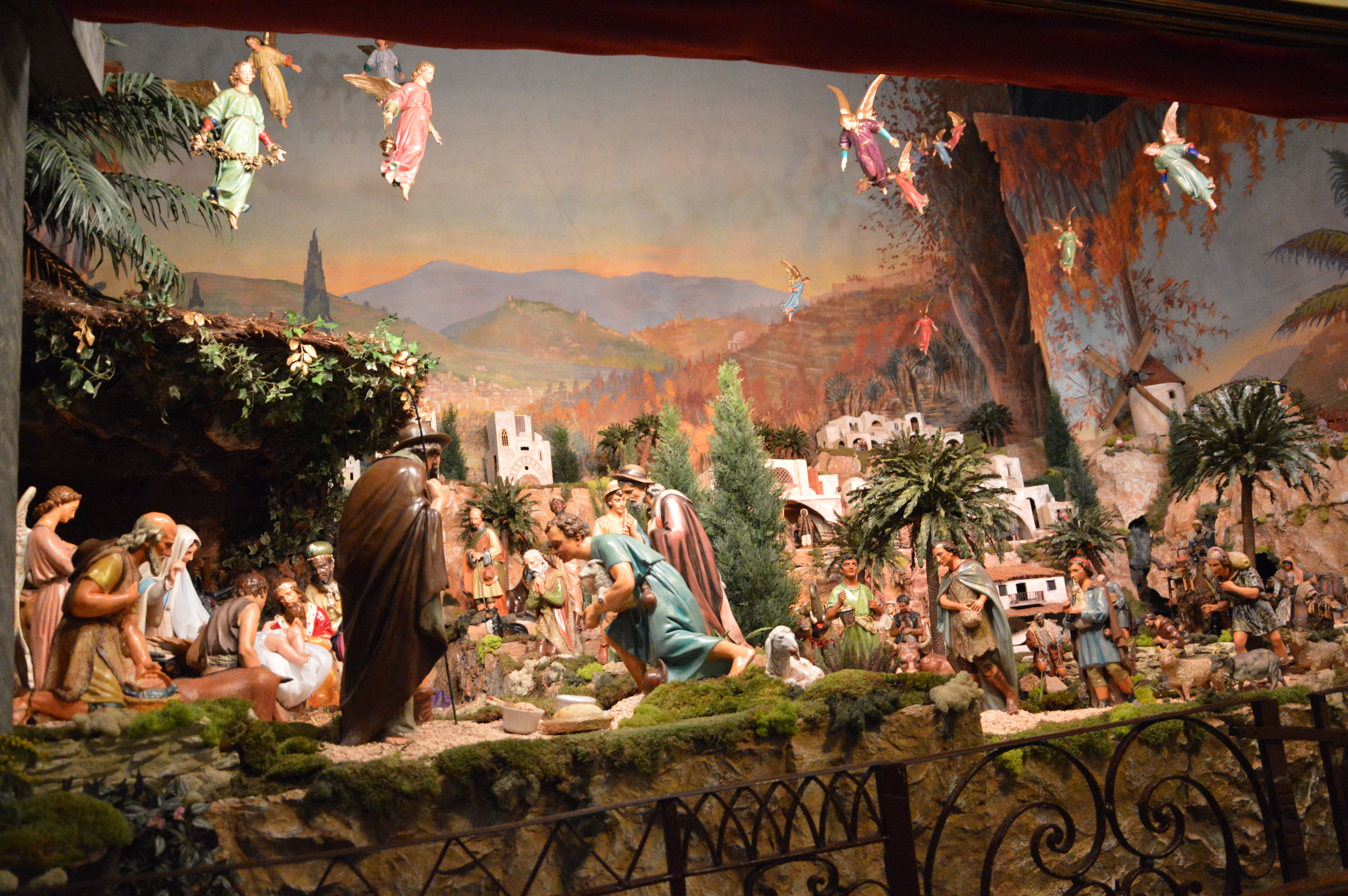

1937年7月28日，该堂列为法国历史古迹。